# شوح مقدس
الشوح المقدس نوع نباتي شجري ينتمي إلى جنس الشوح من الفصيلة الصنوبرية.

## الانتشار
موطنه جبال وسط وجنوب المكسيك.